# パパは保母さん
『パパは保母さん』（パパはほぼさん）は、1995年4月17日 - 6月2日にTBS「花王 愛の劇場」枠にて放送された日本の昼ドラマである。ルー大柴（大柴亨）の初主演で話題を集めた。

## キャスト
- 富士雄：大柴亨
- しずか：可愛かずみ
- 修一：浅木友紀彦
- 耕作：吉永翼
- 黒木月子：田島令子
- 都志子：堂ノ脇恭子
- 大原：山中篤
- 黒木：中丸新将
- 天宮良
- 織本順吉
- 泉本のり子
- 峰岸徹
- 荒井乃梨子
- 山崎大輔
- 中元将喜
- 蝦名聖也
- 大谷真以
- 星川和也

## スタッフ
- 演出 - 杉山登
- プロデュース - 松岡利光、中野昌宏、酒井昌雄、木村信哉
- 脚本 - 西岡琢也
- 音楽 - 朝倉紀行
- 選曲 - 合田豊
- 制作 - TBS、ニユーテレス

## 主題歌
- 「幸福」 
作詞：川村真澄／作曲：中崎英也／編曲：HAVE A NICE DAY／歌：池田聡